# 聖多明各 (厄瓜多爾)
0°15′15″S 79°10′19″W / 0.254167°S 79.171944°W
聖多明各（西班牙語：Santo Domingo de los Colorados）是厄瓜多爾的城鎮，是聖多明各-德洛斯查奇拉斯省的省会，位於該國西北部，距離首都基多133公里，始建於1861年5月29日，海拔高度625米，2007年人口322,080。

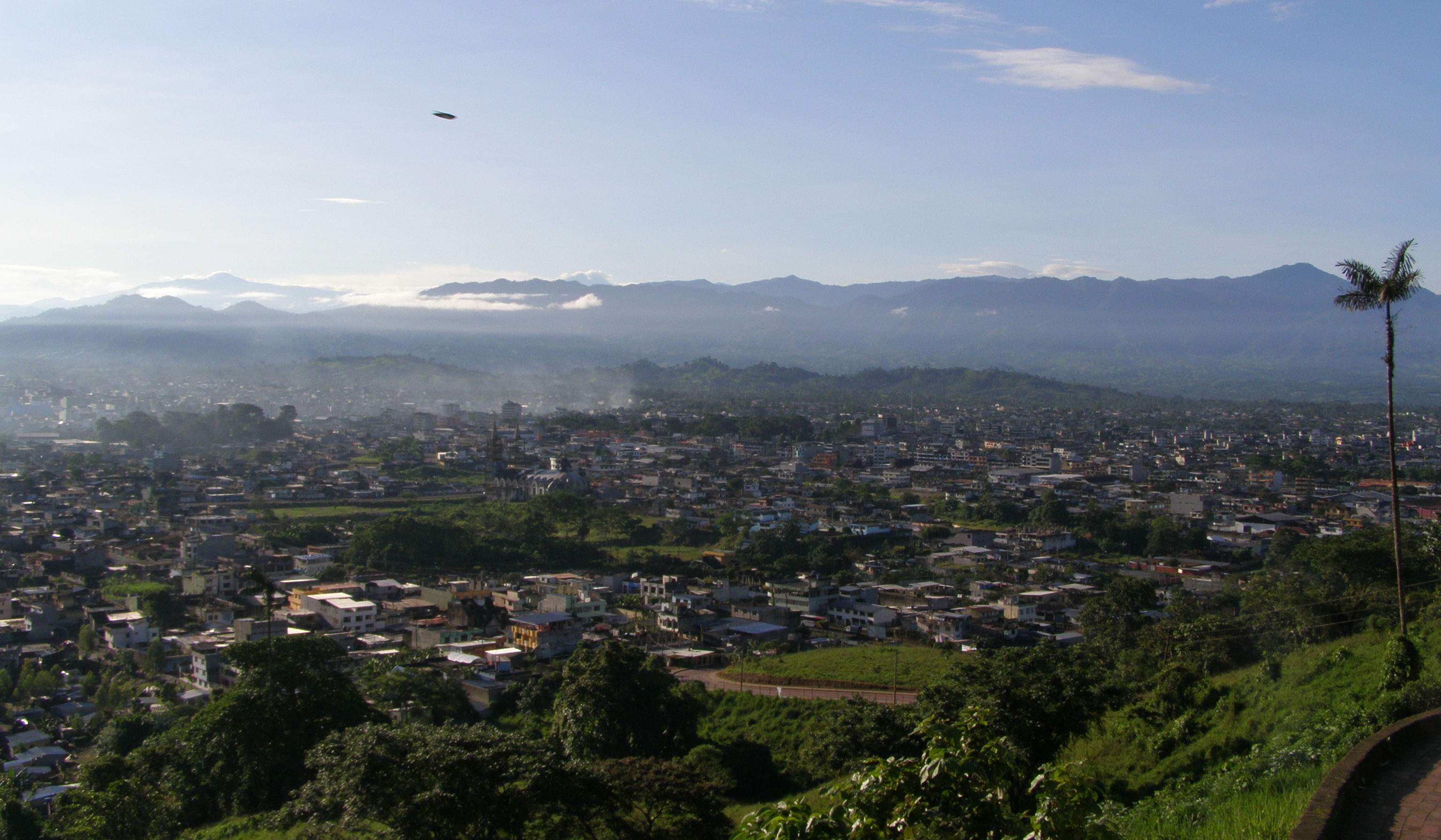

1. ↑  Santo Domingo de los Colorados位于GEOnet名称服务的结果